# Hohes Brett
Le Hohes Brett est une montagne culminant à 2 338 ou 2 340 mètres d'altitude dans le massif des Alpes de Berchtesgaden, à la frontière entre l'Allemagne et l'Autriche.

## Géographie

### Situation
La montagne se situe dans le chaînon du Göllstock La crête frontalière s'étend du Jägerkreuz en passant par le Hohes Brett, le Brettriedel, le Großer et le Kleiner Archenkopf jusqu'au Hoher Göll, le point culminant du chaînon.

## Ascension
Le Hohes Brett est considéré comme un lieu de randonnée en montagne sans difficultés et, avec le Schneibstein, il fait partie des sommets de 2 000 m les plus simples autour de Berchtesgaden. La voie normale commence à la station la plus haute de la Jennerbahn et mène à la Carl-von-Stahl-Haus (1 731 m), au flanc sud escarpé (brièvement exposé mais sécurisé) et à la Jägerkreuz en un peu plus de 2 heures jusqu'au sommet. Un autre point de départ possible avec une différence de hauteur beaucoup plus grande est Hinterbrand en passant par le Mitterkaser Alm, le flanc sud et le Jägerkreuz jusqu'au sommet, en environ 3 heures.
Une crête relie l'Archenköpfe et le Kuchlerkreuz jusqu'au Hoher Göll.